# Bo Ljungberg
Pour les articles homonymes, voir Ljungberg.
Bo Ljungberg, né le 21 novembre 1911 à Hässleholm en Suède, et mort le 19 mars 1984 à Jönköping en Suède, est un athlète suédois spécialiste du saut à la perche mais pratiquant aussi le triple saut. Licencié au Malmö AI, il mesurait 1,83 m pour 77 kg.

## Biographie

### Palmarès
| Date | Compétition           | Lieu   | Résultat | Performance |
| ---- | --------------------- | ------ | -------- | ----------- |
| 1934 | Championnats d'Europe | Turin  | 2e       | 4,00 m      |
| 1936 | Jeux olympiques d'été | Berlin | 6e       | 4,00 m      |
| 1938 | Championnats d'Europe | Vienne | 2e       | 4,00 m      |

### Records
| Épreuve          | Performance | Lieu | Date |
| ---------------- | ----------- | ---- | ---- |
| Saut à la perche | 4,15 m      |      | 1935 |
| Triple saut      | 14,35 m     |      | 1934 |